# Ein Käfig voller Narren
Ein Käfig voller Narren (französischer Originaltitel: La cage aux folles, wörtlich ‚Der Käfig der Närrinnen‘; folle im Sinne von ‚Tunte‘, also ‚Der Tuntenkäfig‘) ist eine französisch-italienische Filmkomödie aus dem Jahr 1978 und gilt als der erste weltweit erfolgreiche Spielfilm über die queere Szene. Er basiert auf einem Theaterstück von Jean Poiret aus dem Jahr 1973.

## Handlung
Renato ist der Besitzer eines Nachtclubs mit einem Drag-Programm in Saint-Tropez, bei dem sein langjähriger Lebensgefährte Albin der Star der Show ist. Aus Renatos einzigem kurzen Abenteuer mit einer Frau stammt sein Sohn Laurent, von Albin und ihm liebevoll aufgezogen. Eines Tages will der mittlerweile zum jungen Mann gereifte Laurent heiraten. Seine Verlobte Andrea ist ausgerechnet die Tochter des erzkonservativen, homophoben Politikers Simon Charrier. Dieser wird von Reportern verfolgt, nachdem sein Parteivorsitzender beim Sex mit einer minderjährigen, schwarzen Prostituierten gestorben ist und somit auch die Glaubwürdigkeit seiner auf Sitte und Moral pochenden Partei zerstört hat. Die Hochzeitspläne seiner Tochter kommen Charrier daher gelegen, er will diese medial inszenieren, um sich als Vertreter des traditionellen Familienbildes zu präsentieren. Andrea erzählt ihren standesbewussten Eltern, Laurents Vater sei ein Kulturattaché und die Mutter eine Hausfrau mit sechs Kindern.
Andrea begibt sich mit ihren Eltern, die Laurent und seine Eltern bei einem Abendessen kennenlernen wollen, auf den Weg nach Saint-Tropez. Laurent will die Homosexualität von Renato und Albin verschleiern, da Andreas Eltern eine Heirat zwischen ihm und Andrea ansonsten wohl nie akzeptieren würden. Ihm zuliebe ist Renato bereit, eine konventionelle Familie zu spielen, und sie versuchen, ihre exaltiert eingerichtete Wohnung unauffälliger zu gestalten. Albin kann seine Homosexualität in seinem Auftreten allerdings kaum verbergen, weshalb er nach Meinung von Laurent und Renato möglichst nicht auf Andreas Eltern treffen sollte. Renato bittet Simone, die leibliche Mutter von Laurent, die beruflich Karriere gemacht und ihren Sohn 20 Jahre nicht mehr gesehen hat, die Rolle seiner Ehefrau bei dem Besuch der Charriers zu übernehmen. Albin fühlt sich zurückgesetzt und muss entdecken, dass Renato beinahe wieder von Simones Charme verführt wird. Es kommt zu mehreren Streitigkeiten, durch die die Beziehung von Renato und Albin gefährdet wird.
Als die Charriers schließlich ankommen und Simone noch nicht erschienen ist, verkleidet sich Albin als Frau und spielt Laurents Mutter. Renato und Albin gelingt es zumindest teilweise, die Eltern von Andrea für sich einzunehmen – doch es kommt immer wieder zur Turbulenzen: Der Diener Jacob fällt durch sein unfeines Verhalten auf, das Geschirr bildet päderastische Szenerien aus dem alten Griechenland ab und die Charriers wundern sich, dass das angeblich so konservative Ehepaar über einem Nachtclub wohnt. Als Albin beinahe die Perücke vom Kopf fliegt, Simone als „zweite Mutter“ auftaucht und schließlich ein Haufen Dragqueens die Wohnung stürmt, kommen Andreas Eltern hinter das Geheimnis.
In der Zwischenzeit haben die Medien dank des bestechlichen Chauffeurs der Charriers von dem Besuch des Senators Wind bekommen. Charrier fürchtet das Ende seiner politischen Karriere, falls den Reportern ein Bild von ihm im Schwulenclub gelingen würde. Um unerkannt zu entkommen, lässt er sich von Albin zur Dragqueen umschminken und gelangt unentdeckt aus dem Gebäude. Schließlich kann die Hochzeit von Laurent und Andrea wie geplant stattfinden – nur gestört von dem Geräuschen von Albins Vorwürfen an Renato, als Simone unerwartet zur Zeremonie erscheint.

## Synchronisation
Die Darsteller, die nicht aus Frankreich kamen, wurden in der Originalfassung von französischen Schauspielern nachsynchronisiert. Die deutsche Synchronfassung entstand bei der cine - adaption GmbH Film- und Fernsehsynchronisation, München. Anlässlich der DVD-Veröffentlichung, im Jahr 2002, wurden vor dem deutschen Kinostart geschnittene Szenen eingefügt und erstmals mit neuen Sprechern synchronisiert.
| Rolle           | Darsteller (Stimme)               | Synchronsprecher                  |
| --------------- | --------------------------------- | --------------------------------- |
| Renato Baldi    | Ugo Tognazzi Pierre Mondy         | Horst Naumann                     |
| Albin Mougeotte | Michel Serrault                   | Paul Bürks Nachsynchro: Kai Wulff |
| Simon Charrier  | Michel Galabru                    | Herbert Weicker                   |
| Louise Charrier | Carmen Scarpitta Martine Messager | Ursula Mellin                     |
| Simone          | Claire Maurier                    | Eva Pflug                         |
| Laurent Baldi   | Rémi Laurent                      | Holger Ungerer                    |
| Andrea Charrier | Luisa Maneri                      | Constanze Engelbrecht             |
| Jacob, Diener   | Benny Luke Greg Germain           | Ivar Combrinck                    |
| Chauffeur       | Venantino Venantini Roger Rudel   | Werner Abrolat                    |

## Auszeichnungen
- 1979: National Board of Review Award
- 1980: für den Oscar nominiert: beste Regie, bestes Drehbuch, beste Kostüme
- 1980: Golden Globe

## Kritiken
„Platte Trivialkomödie, deren Lacher fast ausschließlich auf Kosten der vorgeführten Klischee-Außenseiter gehen.“

„Ein frecher Fummelklassiker.“

“Internationally popular near-the-knuckle farce with excellent moments and some longueurs.”

„Reichlich gewagter, international populärer Schwank mit exzellenten Momenten und einigen Längen. [Wertung: 1 Stern (von vier möglichen).]“

“This isn't a bitchy, cruel comedy, as so many gay-oriented considerations of straights tend to be. It's about people who are good-hearted, who mean well, and who cannot help being true to their natures. It is also slapstick, farce, wicked social satire, lachrymose soap opera, and, sneaking in here and there, even a few plausible human truths.”

„Dies ist keine gehässige, gemeine Komödie, wie es so viele schwulenorientierte Betrachtungen von Heteros sind. Es geht um Menschen, die gutherzig sind, die es gut meinen und die nicht anders können, als ihrer Natur treu zu bleiben. Sie ist auch Slapstick, Farce, böse Sozialsatire, Tränenseifenoper und hier und da schleicht sie sogar ein paar plausible menschliche Wahrheiten ein. [Wertung: 3,5 Sterne (von vier möglichen).]“

## Rezeption
Das von Jean Poiret zunächst für die Bühne verfasste Stück, 1978 verfilmt, wurde 1983 als gleichnamiges Musical an den Broadway gebracht. Die Musik und die Songtexte verfasste Jerry Herman, das Buch Harvey Fierstein. Es war, wenn auch in einer sehr entschärften und konservativen Version, das erste Broadway-Musical, das sich um schwule Themen drehte. Es gewann sechs Tony Awards, inklusive Best Musical, und wurde 1761-mal gespielt. Die deutschsprachige Erstaufführung fand 1985 im Berliner Theater des Westens statt, in der Inszenierung von Helmut Baumann, der auch die Rolle der Zaza spielte.

## Diverses
- Bei der Figur des Nachtclubbesitzers Renato Baldi wurde Jean Poiret von Michou inspiriert, welcher seit Anfang der 1960er-Jahre ein Travestie-Cabaret in Montmartre betreibt.[8]

## Fortsetzungen und Hollywood-Remake
- 1980: Noch ein Käfig voller Narren (OT: La Cage aux folles II)
- 1985: Ein Käfig voller Narren – Jetzt wird geheiratet (OT: La Cage aux folles 3 – 'Elles' se marient)

1996 drehte Mike Nichols in den USA eine Neuverfilmung unter dem Titel The Birdcage – Ein Paradies für schrille Vögel (Originaltitel: The Birdcage).